# Classification en équitation handisport
 (septembre 2021).
La classification en équitation handisport est un système pour l'équitation handisport gradué basé sur le degré de handicap physique ou visuel et géré au niveau international par la Fédération équestre internationale (FEI). Le sport est ouvert aux cavaliers présentant une diminution de la force musculaire, de l'athétose, une altération de l'amplitude passive des mouvements, une hypertonie, une déficience des membres, de l'ataxie, une inégalité de longueur des membres inférieurs, un nanisme et une déficience visuelle. Ils sont regroupés en cinq classes différentes pour permettre une concurrence loyale. Ces classes sont de niveau Ia, niveau Ib, niveau II, niveau III et niveau IV. La classification en équitation handisport ne prend pas en compte le sexe du cavalier, car les compétitions sont mixtes.

## Histoire
En 1983, la classification des cavaliers atteints de paralysie cérébrale est effectuée par l'Association internationale du sport et des loisirs des paralysés cérébraux (en) (AISLPC). L'organisme s'occupe également de la classification des personnes ayant des déficiences similaires. Dans son système de classification, les personnes atteintes de spina bifida ne sont pas éligibles à moins d'avoir des preuves médicales de dysfonction locomotrice. Les personnes atteintes de paralysie cérébrale et d'épilepsie sont admissibles si la condition n'interfère pas avec leur capacité de compétition. Les personnes ayant subi un AVC sont éligibles à la classification après autorisation médicale. Les cavaliers atteints de sclérose en plaques, de dystrophie musculaire et d'arthrogrypose ne sont pas éligibles au classement par l'AISLPC, mais sont éligibles au classement par l'Organisation internationale pour les handicapés.
L'AISLPC reprend le système de classification conçu pour les épreuves d'athlétisme en stade. En 1983, il y a cinq classifications de paralysie cérébrale. Les concurrents de classe 1 pouvaient concourir dans les épreuves de division 1, de classe 1 et de classe 2, tout en chevauchant avec un meneur et 2 accompagnateurs et/ou un soutien. En 1990, la Fédération australienne d'équitation n'a pas de classification spécifique pour les cavaliers handicapés. Reconnaissant cependant les besoins des membres, certaines règles sont développées en interne, elles ressemblent à des classifications basées sur la modification des règles pour différents types de handicap. Il s'agit notamment de reconnaître que les cavaliers manchots ne sont pas tenus de tenir les rênes des deux mains, les cavaliers malentendants reçoivent des signaux visuels au lieu de signaux audio au début et pendant une épreuve, et les cavaliers aveugles, lorsqu'ils atteignent un marqueur, reçoivent un signal auditif. Lorsque le sport connait une croissance en 1995, un système de classification est établi afin d'offrir des conditions de concurrence équitables aux concurrents. Le système développé à l'époque s'appelle « Système de profil fonctionnel pour la notation » et est largement créé par Christine Meaden, qui a le statut de classificateur IPEC (en). En 1999, il y a quatre classifications pour les cavaliers et 120 classificateurs équestres accrédités dans le monde. Aux Empire State Games for the Physically Challenged, à New York, la compétition d'équitation handisport est divisée en classifications pour les malentendants et les malvoyants, les amputés, la paralysie cérébrale et les troubles de la moelle épinière.
Aux Jeux paralympiques d'été de 1996, la classification se fait sur le site, car on exige de voir le cavalier pratiquer. Aux Jeux paralympiques d'été de 2000, 6 évaluations sont effectuées aux Jeux. Cela entraîne un changement de classification. En raison de problèmes d'identification objective des fonctionnalités qui ont tourmenté les Jeux paralympiques d'été de 1992, le Comité international paralympique dévoile des plans pour développer un nouveau système de classification en 2003. Ce système de classification entre en vigueur en 2007 et définit dix types de handicap différents qui sont éligibles pour participer aux Jeux paralympiques. Il faut que le classement soit spécifique au sport et remplit deux fonctions. La première est qu'elle détermine l'admissibilité à participer à ce sport et qu'elle crée des groupes spécifiques de sportifs qui sont admissibles à participer et dans quelle classe. Le CIP laisse aux Fédérations Internationales, en l'occurrence la Fédération équestre internationale, le soin de développer leurs propres systèmes de classification dans ce cadre, avec la spécification que leurs systèmes de classification utilisent une approche basée sur des preuves développée par la recherche. La quatrième édition du guide du système de classification de la FEI est publiée en janvier 2015.
À l'avenir, le principal organisme de classification du sport pour les personnes handicapées, le Comité international paralympique, travaille à améliorer la classification pour qu'elle soit davantage un système fondé sur des preuves plutôt qu'un système basé sur les performances afin de ne pas punir les athlètes d'élite dont les performances les font apparaître dans un classe supérieure aux côtés de concurrents qui s'entraînent moins.

## Processus
Le but de la classification est d'identifier le niveau d'incapacité fonctionnelle d'un cavalier, complètement indépendant de son niveau de compétence. En effet, la démonstration des compétences est le but de la compétition. Des mesures sont prises avant et pendant le processus de classification pour éviter cela. Une partie du processus consiste à observer le concurrent à cheval et à faire un développé couché. Pour cette raison, les classificateurs n'observent pas le cavalier sur son cheval avant le développé couché pour éviter d'évaluer l'habileté fonctionnelle.
Lors de la classification, on examine plusieurs éléments, notamment la mobilité, la force et la coordination d'un cavalier. Cela se fait lors d'un développé couché, pendant l'entraînement et en compétition. Après la classification des cavaliers, on donne à la fois un classement et un profil. Ce profil est de 1 à 39 pour le dressage et de 1 à 32 pour l'attelage. Ce profil a un impact sur ce que les cavaliers avec un équipement adaptatif peuvent utiliser.
La classification de chaque cavalier a un statut. Les statuts disponibles pour la classification incluent Nouveau, Révision, Date de révision révisée - Jeux paralympiques et Confirmé. Le statut du classement d'un cavalier affecte sa capacité à protester contre son classement.
Le système de classification est critiqué par certains cavaliers comme ne tenant pas pleinement compte des handicaps qui ont des fluctuations dans les capacités fonctionnelles régulières d'une personne, comme dans le cas de la sclérose en plaques.

## Présentation
Les images ci-dessous sont des exemples dérivés du guide FEI.

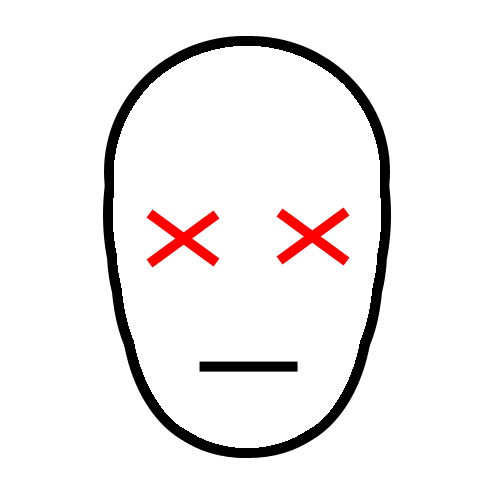
Représentation d'un cavalier B1 (en) (aveugle)
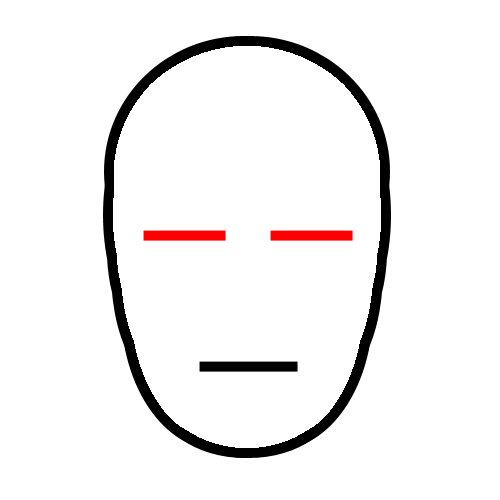
Représentation d'un cavalier B2 (en)
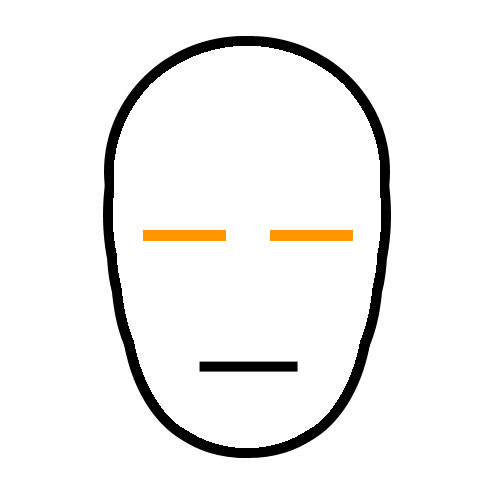
Représentation d'un cavalier B3 (en) (acuité visuelle de 2/60 à 6/60

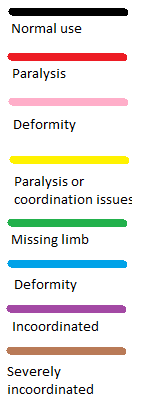
Guide des couleurs pour comprendre les diagrammes
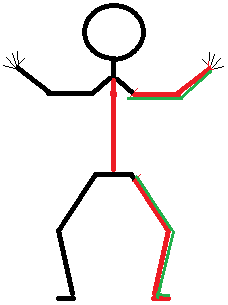
Type d'invalidité pour certains cavaliers de dressage de niveau 1b
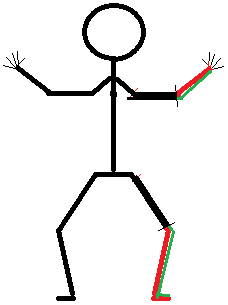
Type d'invalidité pour certains cavaliers de dressage de niveau 1b
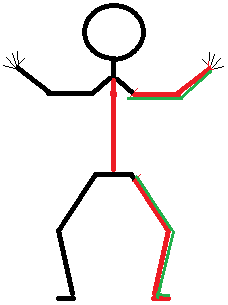
Type d'invalidité pour certains cavaliers de dressage de niveau 2
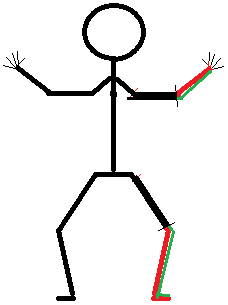
Type d'invalidité pour certains cavaliers de dressage de niveau 3
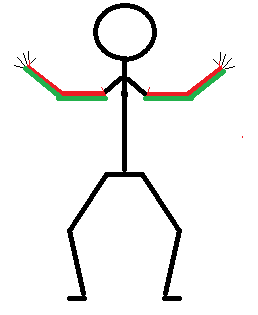
Type d'invalidité pour certains cavaliers de dressage de niveau 3
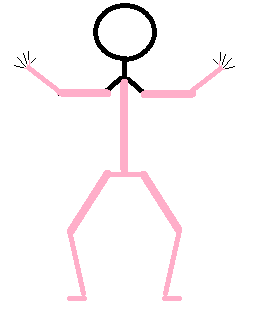
Type d'invalidité pour certains cavaliers de dressage de niveau 3
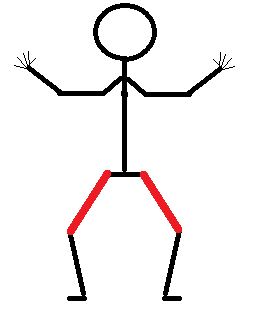
Type d'invalidité pour certains cavaliers de dressage de niveau 3
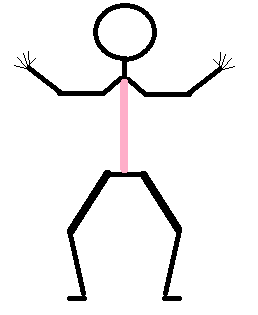
Type d'invalidité inadmissible aux compétitions utilisant la classification régies par la FEI
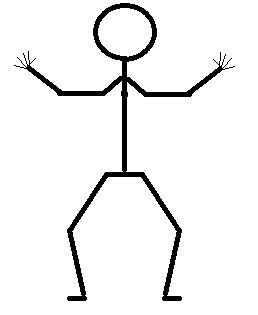
Type d'invalidité inadmissible aux compétitions utilisant la classification régies par la FEI

## Classification du dressage handisport

### Niveau 1
Le niveau 1 comprend les cavaliers gravement handicapés atteints de paralysie cérébrale et de lésions de la moelle épinière
L'utilisation de l'équipement pour cette classe diffère en fonction du profil du pilote. En général, les concurrents de cette catégorie utilisent un mors à filet. Les cavaliers peuvent utiliser leur voix pour guider le cheval pendant la compétition à condition de le faire avec modération. Les cavaliers peuvent concourir dans une classe de fonctionnalité supérieure, mais ils doivent déclarer leur intention de le faire avant la fin de l'année pour les compétitions de l'année suivante.

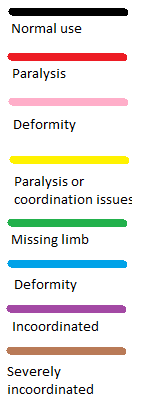
Guide des couleurs pour comprendre les diagrammes
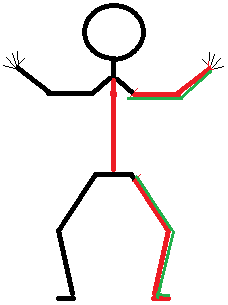
Type d'invalidité pour certains cavaliers de dressage de niveau 1b
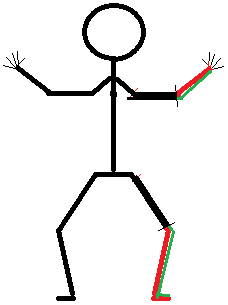
Type d'invalidité pour certains cavaliers de dressage de niveau 1b

#### Niveau 1a
Depuis juillet 2016, le Comité international paralympique définit le niveau 1a : « Les athlètes de niveau 1a ont de graves déficiences affectant tous les membres et le tronc. L'athlète a généralement besoin d'un fauteuil roulant dans la vie quotidienne. »
Les cavaliers avec les profils 1, 2, 3, 5, 7, 12a et 13 sont autorisés à avoir des poignées à la selle. Les cavaliers avec les profils 7, 12a et 13 sont autorisés à utiliser une barre de raccordement.

#### Niveau 1b
le Comité international paralympique définit le niveau 1b : « Les athlètes de niveau 1b présentent soit une altération sévère du tronc et une altération minimale des membres supérieurs ou une altération modérée du tronc, des membres supérieurs et inférieurs. La plupart des athlètes de cette classe utilisent un fauteuil roulant dans la vie quotidienne. »
Les cavaliers avec les profils 4, 6, 9, 10 a/b, 11 a/b, 12b et 31 a/b sont autorisés à avoir des poignées à la selle. Les cavaliers avec le profil 12b sont autorisés à utiliser une barre de raccordement.

### Niveau 2
Depuis juillet 2016, le Comité international paralympique définit le niveau 2 : « Les athlètes de niveau II présentent des déficiences sévères des deux membres inférieurs avec une déficience minime ou nulle du tronc ou une déficience modérée des membres supérieurs et inférieurs et du tronc. Certains athlètes de cette classe peuvent utiliser un fauteuil roulant dans la vie quotidienne. »
L'utilisation de l'équipement pour cette classe diffère en fonction du profil du cavalier. En général, les concurrents de cette catégorie utilisent un mors de filets. Les cavaliers peuvent utiliser la voix pour guider le cheval pendant la compétition à condition de le faire avec modération. Les cavaliers de ce classement peuvent concourir dans une classe de fonctionnalité supérieure, mais ils doivent déclarer leur intention de le faire avant la fin de l'année pour les compétitions de l'année suivante. Les cavaliers avec les profils 8, 10 a/b, 11 a/b, 14, 17a, 18a, 27, 31 a/b et 32 sont autorisés à avoir des poignées à la selle. Les cavaliers avec un profil 14 et 27 sont autorisés à utiliser une barre de raccordement.

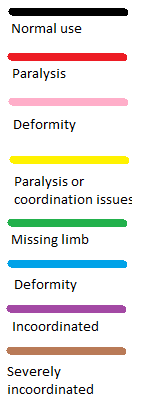
Guide des couleurs pour comprendre les diagrammes
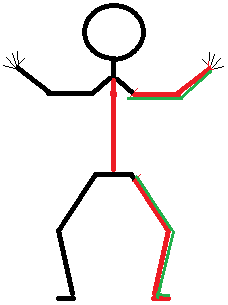
Type d'invalidité pour certains cavaliers de dressage de niveau 2

### Niveau 3
Depuis juillet 2016, le Comité international paralympique définit le niveau 3 : « Les athlètes de niveau III ont une déficience ou une déficience grave des deux membres supérieurs ou une déficience modérée des quatre membres ou une petite taille. Les athlètes de niveau III sont capables de marcher et n'ont généralement pas besoin de fauteuil roulant dans la vie quotidienne. Le niveau III comprend également les athlètes ayant une déficience visuelle équivalente à B1 avec une très faible acuité visuelle et/ou aucune perception de la lumière. »
L'utilisation de l'équipement pour cette classe diffère en fonction du profil du cavalier. En général, les concurrents de cette catégorie utilisent un mors à filet ou une bride complète. Les cavaliers ne peuvent pas utiliser leur voix pour guider le cheval pendant la compétition à moins que leur classificateur ne l'ait spécifiquement autorisé. Les cavaliers avec un profil 15 sont autorisés à utiliser une barre de raccordement.
Les cavaliers de ce classement peuvent concourir dans une classe de fonctionnalité supérieure, mais ils doivent déclarer leur intention de le faire avant la fin de l'année pour les compétitions de l'année suivante.

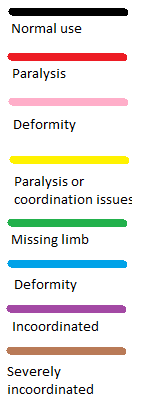
Guide des couleurs pour comprendre les diagrammes
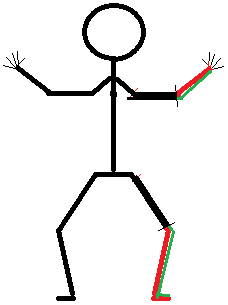
Type d'invalidité pour certains cavaliers de dressage de niveau 3
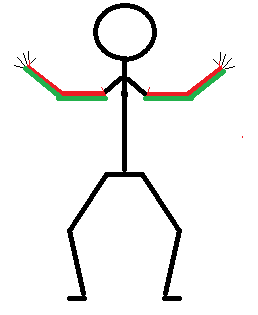
Type d'invalidité pour certains cavaliers de dressage de niveau 3
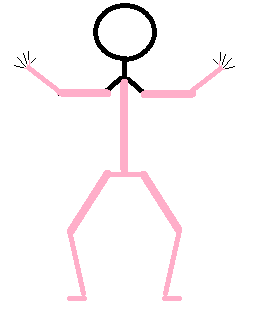
Type d'invalidité pour certains cavaliers de dressage de niveau 3
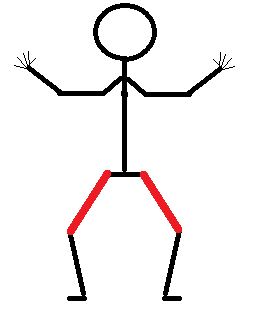
Type d'invalidité pour certains cavaliers de dressage de niveau 3

### Niveau 4
Depuis juillet 2016, le Comité international paralympique définit le niveau 4 : « Les athlètes de niveau IV ont une légère altération de l'amplitude des mouvements ou de la force musculaire ou une déficience d'un membre ou une légère déficience de deux membres. Le niveau IV comprend également les athlètes ayant une déficience visuelle équivalente à B2 avec une acuité visuelle plus élevée que les athlètes malvoyants concourant dans la classe sportive de niveau III et/ou un champ visuel de moins de 5 degrés de rayon. »
L'utilisation de l'équipement pour cette classe diffère en fonction du profil du cavalier. En général, les concurrents de cette catégorie utilisent un mors à filet ou une bride complète. Les cavaliers ne peuvent pas utiliser leur voix pour guider le cheval pendant la compétition à moins que leur classificateur ne l'ait spécifiquement autorisé. Les cavaliers avec les profils 16 et 24 sont autorisés à utiliser une barre de raccordement.

## Classification de l'attelage handisport

### Niveau 1
Ce niveau s'adresse aux personnes qui utilisent un fauteuil roulant au quotidien et dont la fonctionnalité du tronc et les déficiences des membres supérieurs sont limitées. Cela inclut également les personnes qui ont la capacité de marcher mais qui ont des déficiences dans tous leurs membres. La troisième classe de cavaliers est constituée de personnes souffrant de graves troubles du bras.
Ce niveau est autorisé à utiliser des aides compensatoires. Les conducteurs de niveau 1 avec les profils 1, 2, 3, 4, 5, 6, 7, 9, 10a et 12 a/b sont autorisés à utiliser un harnais de sécurité tenu par un groom. Les driveurs avec les profils 1, 2, 3, 4, 5, 6, 7, 12 a/b, 13, 14, 21, 26a, 31 a/b et 32 sont autorisés à utiliser des rênes en boucle ou nouées. Les driveurs avec les profils 1, 2, 3, 4, 5, 6, 7, 12 a/b, 13, 14, 21, 26a, 31 a/b et 32 sont autorisés à utiliser une sangle sur le fouet. Les driveurs avec les profils 1, 2, 3, 4, 5, 6, 7, 12 a/b, 13, 14, 21, 26a, 31 a/b et 32 sont autorisés à ne pas utiliser de gants. Les driveurs avec les profils 1, 2, 3, 4, 5, 6, 7, 12 a/b, 13, 14, 21, 26a, 31 a/b et 32 sont autorisés à avoir un fouet qui est tenu ou utilisé par un groom. Les driveurs avec les profils 1, 2, 3, 4, 5, 6, 7, 9, 10a, 12 a/b, 13, 14, 26a, 31 a/b et 32 sont autorisés à avoir un frein actionné par un groom. Les driveurs avec les profils 1, 2, 3, 4, 5, 6, 7, 9, 10a, 12 a/b, 13, 14, 26a, 31 a/b et 32 sont autorisés à avoir une sangle sur les pieds ou le creux des pieds.

### Niveau 2
Le niveau II est destiné aux driveurs qui sont plus performants que les drivers de classe I, mais qui seraient autrement désavantagés lorsqu'ils affrontent des concurrents valides.
Cette classe est autorisée à utiliser des aides compensatoires. Les drivers avec un profil 8 sont autorisés à utiliser un harnais de sécurité tenu par un groom. Les drivers avec les profils 8, 15, 16, 22, 24, 25, 26b et 27 sont autorisés à utiliser des rênes en boucle ou nouées. Les drivers avec les profils 8, 15, 16, 22, 24, 25, 26b et 27 sont autorisés à utiliser une sangle sur le fouet. Les drivers avec les profils 8, 15, 16, 22, 24, 25, 26b et 27 sont autorisés à ne pas utiliser de gants. Les drivers avec les profils 15, 16, 22, 24, 25, 26b et 27 sont autorisés à avoir un fouet qui est tenu ou utilisé par un groom. Les driveurs avec les profils 8, 10b, 11 a/b, 15, 17 a/b, 18 a/b, 19 a/b, 25, 26b, 27 et 28 sont autorisés à avoir un frein actionné par un groom. Les driveurs avec les profils 8, 10b, 11 a/b, 15, 17 a/b, 18 a/b, 19 a/b, 26b et 27 sont autorisés à avoir une sangle sur les pieds ou le creux des pieds.